# Herbert Boon
Herbert Boon (1901-1989). Administrador Colonial Británico. S. M. Jorge VI le designó Administrador de Antigua y Barbuda, cargo que desempeñó entre 1941 y 1944.
| Predecesor: James Dundas Harford | Administrador de Antigua y Barbuda 1941-1944 | Sucesor: F.S. Harcourt |

- Datos: Q5894703